# Costus pulverulentus
Espèce
Classification phylogénétique

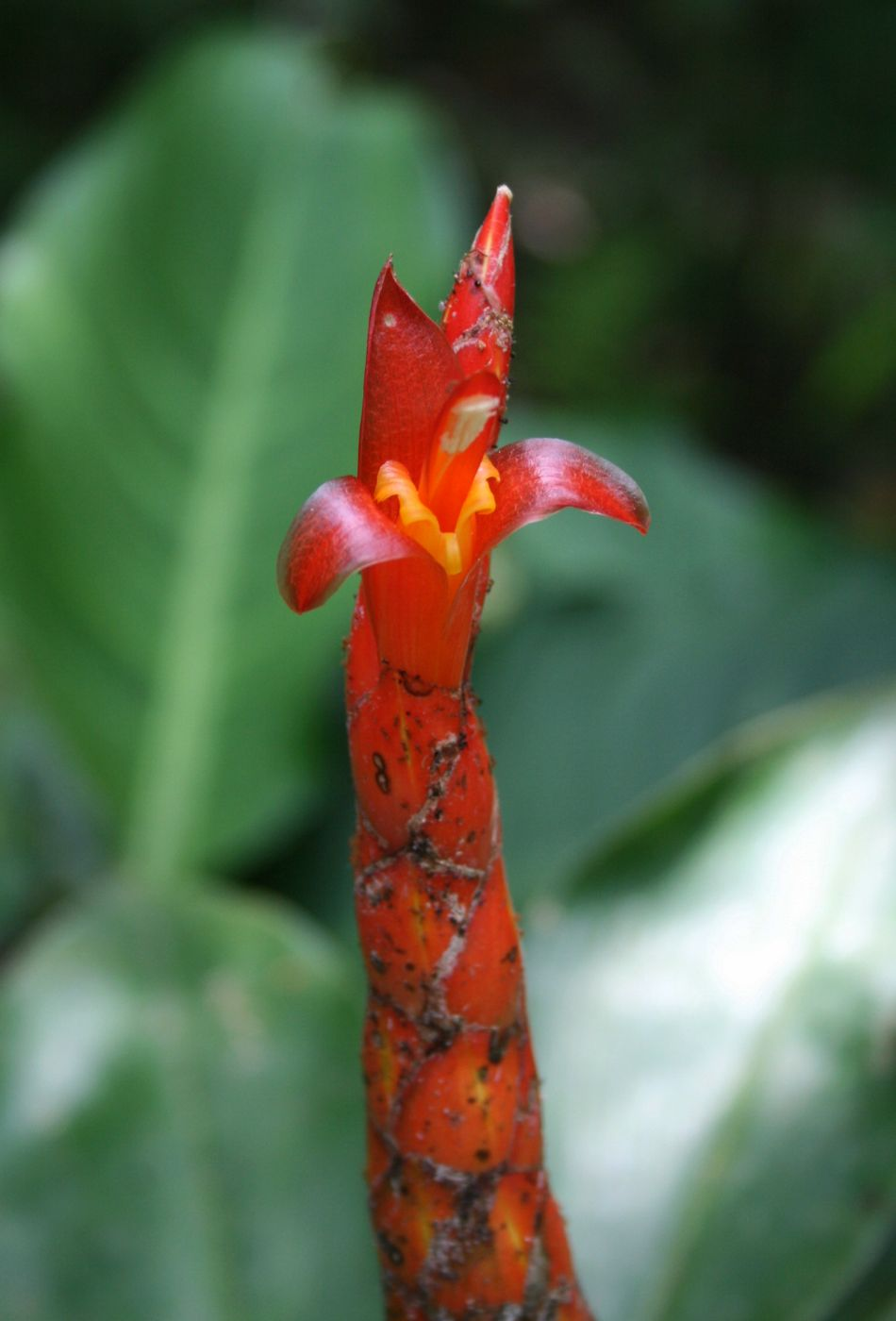
Fleur de Costus pulverulentus

Costus pulverulentus est une espèce de plantes à fleurs du genre Costus et de la famille des Costaceae.
Elle trouve son origine du Sud de l'Amérique du Nord au Nord de l'Amérique du Sud, du Mexique à l'Équateur. Elle pousse souvent sur les berges des cours d'eau dans des espaces ouverts.

## Description
Costus pulverulentus est une plante herbacée vivace, de glabre à densément poilue et peut mesurer jusqu'à 2,5 mètres de haut.
Les feuilles densément poilues sont d'obovale étroit à elliptique étroit.
Les inflorescences minces en forme de cône mesurent de 3 à 7 (rarement 15) cm de long avec un diamètre de 1,5 à 4,5 cm.
Les bractées ont en bordure des poils laineux et sont de rouge à rouge-orangé, rarement vert.
Le sépale est de rougeâtre, à orangé-rouge, le pétale est de rose à jaune et le labelle tubulaire est rouge. Les étamines dépassent largement le labelle.
L'espèce a été décrite pour la première fois en 1827 par C.Presl.